# أراوزو دي سالسي
بلدية أراوزو دي سالسي (بالإسبانية: Arauzo de Salce)، هي إحدى بلديات مقاطعة برغش، التي تقع في منطقة قشتالة وليون، والتي تقع في شمال غرب إسبانيا. يبلغ عدد سكانها 70 نسمة وفقاً لإحصائية سنة (2002).